# Behind the Scenes (film fra 1914)
 Ikke at forveksle med Behind the Scenes (film fra 1908).
Behind the Scenes er en amerikansk stumfilm fra 1914 af James Kirkwood.

## Medvirkende
- Mary Pickford som Dolly Lane.
- James Kirkwood som Steve Hunter.
- Lowell Sherman som Teddy Harrington.
- Ida Waterman som Mrs. Harrington.
- Russell Bassett som Joe Canby.